# Muttergottes von Fatima (Zakopane)
Das Marienheiligtum Muttergottes von Fatima in Zakopane (poln. Sanktuarium Matki Bożej Fatimskiej)  wurde in den Jahren 1987 bis 1992 als Votivkirche nach dem Attentat auf Papst Johannes Paul II. im Stil der Postmoderne mit Einfluss des Zakopane-Stils erbaut. 1997 erfolgte die Weihe unter dem Patrozinium der Muttergottes von Fatima durch Papst Johannes Paul II. Die Kirche dient als Pfarrkirche. Um die Kirche wurde der Fatima-Park angelegt. Vor der Kirche wurde eine kleinere Kopie des Gipfelkrezues auf dem Wielki Giewont aufgestellt.

## Geographische Lage
Die Kirche befindet sich an der westlichen Ausfallstraße DW958 im Zakopaner Stadtteil Krzeptówki im Vortatragraben am Fuße der Tatra unmittelbar unterhalb des Massivs des Giewont.

## Weblinks

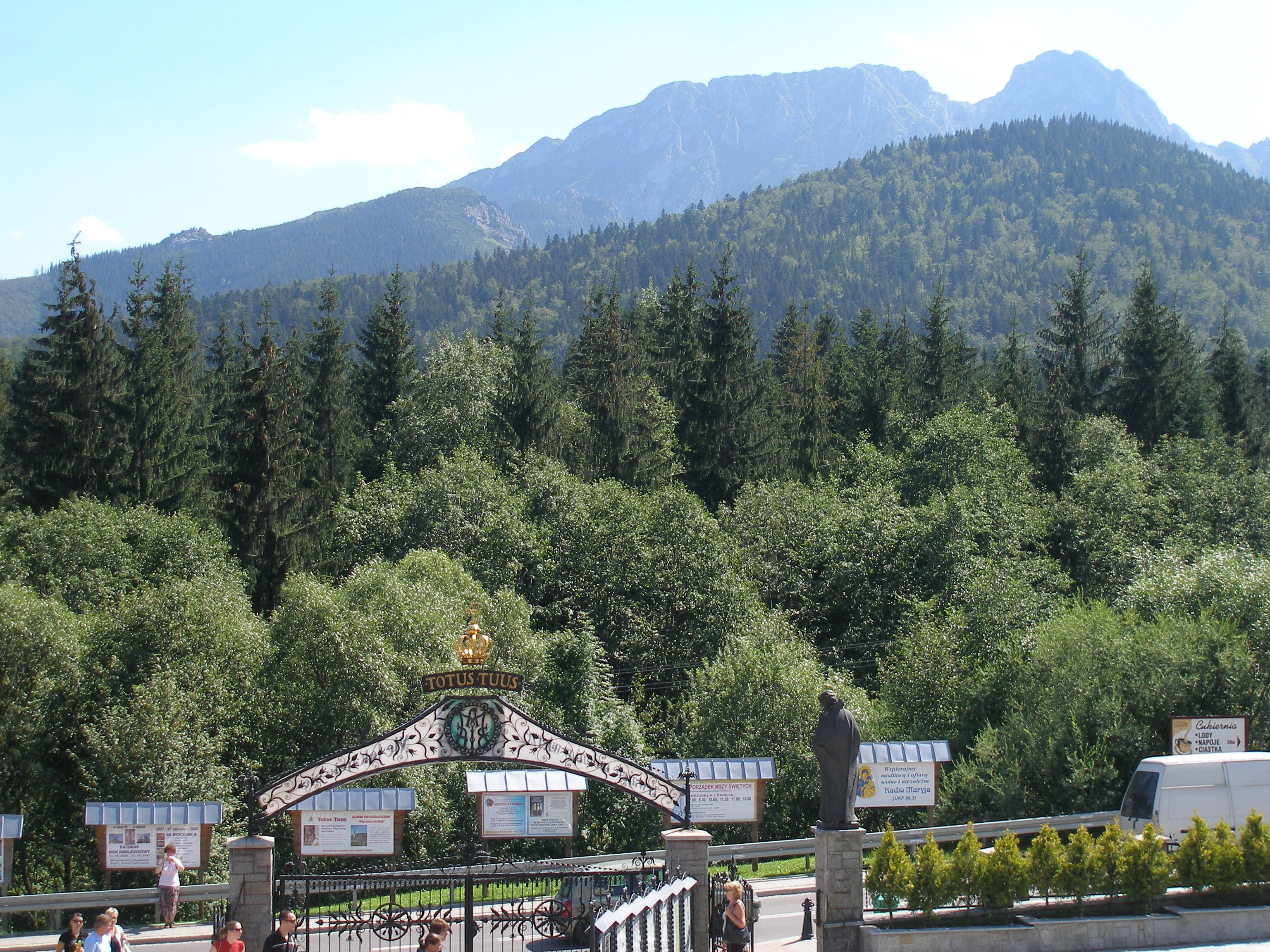
Blick vom Eingang auf den Wielki Giewont